# 波旁鎮區 (伊利諾伊州坎卡基縣)
布爾博奈鎮區（英語：Bourbonnais Township）是位於美國伊利諾伊州坎卡基縣的一個行政鎮區。

## 地方資料
根據2010年美國人口普查的數據，布爾博奈鎮區的面積為110.40平方千米，當中陸地面積為109.40平方千米，而水域面積為1.00平方千米。當地共有人口39330人，而人口密度為每平方千米356.25人。